# Snow White (2025)
Snow White, soms ook Disney's Snow White genoemd, is een Amerikaanse fantasy-musicalfilm uit 2025, geregisseerd door Marc Webb. 
Het is deels een remake van Walt Disney's eerste lange animatiefilm, Snow White and the Seven Dwarfs (1937), maar de plot is vooral aan het eind verregaand aangepast. Een van de hoofpersonages (de prins) is daarbij vervangen door een ander karakter. 
De oorspronkelijke Disney-tekenfilm was op zijn beurt grotendeels gebaseerd op het klassieke sprookje, in de bekende versie die in de 19e eeuw werd opgetekend door de gebroeders Grimm.

## Verhaal
De echte moeder van de jonge prinses Sneeuwwitje is overleden. Sneeuwwitjes vader hertrouwt, en raakt niet lang daarna op een onduidelijke manier vermist. Sneeuwwitjes stiefmoeder, de nieuwe koningin, is een zeer ijdele en gewetenloze vrouw die in het geheel niets geeft om Sneeuwwitje, maar haar juist haat vanwege haar schoonheid. Ze laat de Sneeuwwitje zoveel mogelijk vuil en vernederend werk in het paleis doen.
Op een dag wordt het paleis aangevallen door Jonathan, een opstandeling. Hij wordt door de koningin gevangengenomen en opgesloten, maar weer bevrijd door Sneeuwwitje. Diezelfde dag vertelt de magische spiegel aan de koningin dat Sneeuwwitje nu inderdaad mooier is geworden dan zijzelf. De koningin vraagt nu aan haar hofjager om Sneeuwwitje op een geheime plek in het bos te vermoorden. De jager kan dit echter niet opbrengen en vertelt Sneeuwwitje dat ze zo ver mogelijk weg moet vluchten.
Sneeuwwitje komt bij een huisje, waar ze besluit te schuilen. De bewoners van dit huisje zijn zeven dwergen die overdag in een diamantenmijn werken. Ze wordt door hen met open armen ontvangen.  
Als de koningin er via haar spiegel achter komt dat Sneeuwwitje toch nog leeft, laat ze eerst de jager gevangennemen en opsluiten. Dan besluit ze om het heft in eigen handen te nemen. Ze bereidt een giftige appel en neemt de gedaante van een oude koopvrouw aan. In deze vermomming gaat ze naar het huis van de dwergen. Ze maakt Sneeuwwitje wijs dat ze een vriend is van Jonathan. Ze biedt Sneeuwwitje de vergiftigde appel aan, en Sneeuwwitje neemt een hap. Ze valt hierdoor in een eeuwigdurende betoverde slaap, die alleen met een echte liefdeskus kan worden verbroken. De koningin vertelt eerst nog aan Sneeuwwitje – die haar intussen heeft herkend – dat ze Sneeuwwitjes vader om het leven heeft gebracht. 
Uiteindelijk lukt het Jonathan alsnog om uit het paleis van de koningin te ontsnappen. Hij vindt Sneeuwwitje terug bij de rouwende dwergen, en kust haar waardoor ze weer ontwaakt. Daarna gaan ze met z'n allen naar het paleis van de koningin, om  de troon voor Sneeuwwitje en Jonathan op te eisen. De koningin lijkt zich in eerste instantie vrijwillig over te geven, maar dan probeert ze Sneeuwwitje alsnog te doden. De voltallige hofhouding kiest nu echter Sneeuwwitjes kant, en de koningin moet vluchten. Ze vraagt een laatste keer aan haar magische spiegel wie de mooiste is; de spiegel antwoordt dat dat vanaf nu altijd Sneeuwwitje zal zijn, omdat zij  – in tegenstelling tot de koningin – een goed karakter heeft. Uitzinnig van woede gooit de koningin de magische spiegel stuk, waarna ze zelf ook in het niets verdwijnt.

## Rolverdeling
| acteur               | personage                      | opmerkingen | Nederlandse Stem  |
| -------------------- | ------------------------------ | ----------- | ----------------- |
| Rachel Zegler        | Snow White (Sneeuwwitje)       |             | Nienke Latten     |
| Emila Faucher        | jonge Snow White (Sneeuwwitje) |             |                   |
| Gal Gadot            | Evil Queen (Boze Koningin)     |             | Renée van Wegberg |
| Andrew Burnap        | Jonathan                       |             | Florens Eykemans  |
| Ansu Kabia           | jager                          |             |                   |
| Patrick Page         | Magic Mirror                   | stemrol     |                   |
| Jeremy Swift         | Doc                            | stemrol     |                   |
| Andrew Barth Feldman | Dopey                          | stemrol     |                   |
| Martin Klebba        | Grumpy                         | stemrol     |                   |
| Tituss Burgess       | Bashful                        | stemrol     |                   |
| Jason Kravits        | Sneezy                         | stemrol     |                   |
| George Salazar       | Happy                          | stemrol     |                   |
| Andy Grotelueschen   | Sleepy                         | stemrol     |                   |
| Hadley Fraser        | Good King                      |             |                   |
| Lorena Andrea        | Good Queen                     |             |                   |
| Dujonna Gift         | Maple                          |             |                   |

## Achtergrond
Op 31 oktober 2016 werd bekend dat Walt Disney Pictures een liveaction-bewerking van hun film Snow White and the Seven Dwarfs uit 1937 ging maken. Voor de film werd scenarioschrijfster Erin Cressida Wilson benaderd om het scenario te schrijven. In mei 2019 werd bekend dat regisseur Marc Webb was benaderd om de film te regisseren. In juni 2021 werd Rachel Zegler onthuld als het titelpersonage Snow White (Sneeuwwitje). Op deze casting kwam kritiek omdat het titelpersonage in het originele materiaal beschreven wordt met een huid zo wit als sneeuw, terwijl Rachel Zegler een Latina is. Een aantal maanden later, in november 2021, werd Gal Gadot aan de cast toegevoegd als de Evil Queen.
De opnames van de film zouden oorspronkelijk in maart 2020 van start gaan in Vancouver, Brits-Columbia en in Los Angeles, Californië. Dit werd tijdelijk geannuleerd in verband met de coronapandemie. De opnames gingen hierna op 7 maart 2022 alsnog van start in het Verenigd Koninkrijk. Vier maanden later, op 13 juli 2022, maakte Rachel Zegler bekend dat de opnames waren afgerond. Een kleine twee jaar later, in juni 2024, vonden extra aanvullende opnames plaats.

## Release en ontvangst
Op 9 augustus 2024, tijdens de D23 Expo, werden de eerste bewegende beelden in een vorm van een teaser trailer gedeeld: een dag later kwam de trailer online op YouTube. Binnen drie weken tijd behaalde de film, mede door de ophef om de casting van Rachel Zegler, de niet gewilde mijlpaal van 1 miljoen dislikes. Snow White werd op 21 maart 2025 door Walt Disney Studios Motion Pictures in de bioscopen uitgebracht te worden. Oorspronkelijk stond de premièredatum vastgesteld op 22 maart 2024, deze moest echter verschoven worden wegens de SAG-AFTRA-staking van 2023.
Disney koos ervoor om geen grootschalige wereldpremière van de film in Londen te organiseren. Dit als reactie op de "anti-woke-verzet" tegen de film, samen met bedreigingen van extreemrechtse activisten die van plan waren de release ervan te verstoren. Pro-Palestijnse activisten riepen dan weer op tot een boycot van de film, vanwege Disney's casting van de Israëlische actrice Gal Gadot als de boze koningin. In plaats daarvan werden besloten persconferenties gehouden met strenge beveiliging om de filmmakers en acteurs te beschermen. 
De Europese première vond plaats op 12 maart 2025 in het Spaanse Alcázar van Segovia, het kasteel dat als inspiratie diende voor het kasteel in de originele animatiefilm. Een Hollywood-première zonder reguliere rode loper vond 15 maart 2025 plaats in het El Capitan Theatre, vanwege de controverses rond de politieke opvattingen van Zegler en Gadot.
De film kreeg overwegend middelmatige kritieken van de filmrecensenten. Op Rotten Tomatoes heeft de film een score van 40% op basis van 258 beoordelingen. Metacritic komt op een score van 50/100, gebaseerd op 51 beoordelingen.

### Kassaopbrengsten
Snow White ging op 21 maart in de Amerikaanse bioscopen in première naast The Alto Knights met de verwachting van een bruto-opbrengst in het openingsweekend van 45 à 55 miljoen Amerikaanse dollars in 4200 bioscopen. De film bracht uiteindelijk 43 miljoen dollar op in zijn openingsweekend en eindigde daarmee op de eerste plaats aan de kassa. Op 24 maart 2025 had de film, samen met de opbrengst van 44,3 miljoen dollar in de andere gebieden, een totale opbrengst van 87,3 miljoen dollar, oplopend tot 200 miljoen eind juni 2025. Gezien de productiekosten van 270 miljoen dollar (exclusief ca. 70 miljoen aan marketingkosten), viel de opbrengst daarmee tegen.